# Angelika Fischer
Angelika Fischer (* 1947 in Berlin) ist eine deutsche Fotografin.

## Leben
Fischer wurde im Atelier des „Königlichen Hofphotographen E. Bieber“ in Berlin-Steglitz zur Fotografin ausgebildet.
Nach Abschluss ihrer Ausbildung arbeitete Fischer als Industriefotografin für Fritz Werner Werkzeugmaschinen in Berlin-Marienfelde.
Sie machte Fotos für Gebrauchsanweisungen und Werbebroschüren.
Dann wechselte sie in das „Base Fotolab“ der amerikanischen Alliierten auf dem Flughafen Berlin-Tempelhof.
Zeitweise arbeitete Fischer als Reisebürokauffrau.
Seit 1983 ist Fischer freischaffende Fotografin.
Fischer fotografierte für die Stiftung Warentest und für Schulbücher des Cornelsen Verlags.
Mit ihrem Ehemann Bernd Erhard Fischer arbeitete sie seit den 1980er Jahren zusammen.
Sie hatten 17 Jahre lang ein gemeinsames Atelier im Berliner Ullsteinhaus.
2003 gründete Fischer zusammen mit ihrem Ehemann Bernd Erhard Fischer den Verlag Edition A·B·Fischer in Berlin-Lichtenrade.

## Ausstellungen
Neben Einzel- und Gruppenausstellungen zeigte Fischer die Wanderausstellung „Menschen und Orte“.
Einzelausstellungen:
- 1995, 1997 „Auf der Suche nach den Spuren der Zeit“, Galerie der Bildenden Kunst, Waldhotel Eiche, Burg / Spreewald, Grundkreditbank Potsdam, Buchhandlung Kiepert, Berlin
- 1998, 2004 „Bastionen des Lichts“, Kulturetage der Neuruppiner Bilderbogenpresse, Starke Fotografen, Dresden
- 2002, 2005, 2008, 2011 „Coco de mer“, Galerie Ludwig Lange, Botanisches Museum, Berlin, Pavillon auf der Freundschaftsinsel Potsdam, Palmengarten Frankfurt am Main
- 2003 „Edvard Munchs Haus in Warnemünde“, Caritas-Galerie, Berlin
- 2006 Karl Hagemeister – von Werder bis Lohme, Garten- und Landschaftskontor Werder / Havel
- 2008 Hesse, Mann, Busch & Co – Menschen und Orte, Wilhelm Busch Geburtshaus Wiedensahl
- 2018 „Stille und Schönheit“ – anlässlich des 25. Jahrestages der Einweihung des Munchhauses, Edvard-Munch-Haus Warnemünde
- 2009 „Menschen und Orte“, Georg-Kolbe-Museum Berlin
- 2009 „Menschen und Orte“, Ernst-Barlach-Stiftung Güstrow
- 2010 „Menschen und Orte“, Kurt-Tucholsky-Literaturmuseum Rheinsberg
- 2011 „Menschen und Orte“, Hermann-Hesse-Höri-Museum Gaienhofen
- 2011 „Menschen und Orte“, Wörlen Museum für Moderne Kunst, Passau
- 2011 „Menschen und Orte“, Günter Grass-Haus, Lübeck
- 2014 „Menschen und Orte“, Theatermuseum Hannover
- 2016 „Menschen und Orte“, Cranach-Stiftung Wittenberg
- 2016/2017 „Menschen und Orte“, Theodor-Storm-Haus Husum
- 2017 „Menschen und Orte“, KulturHaus Loschwitz Dresden
- 2020 „Menschen und Orte“, Fallada-Haus Carwitz, Feldberger Seenlandschaft[8]

Gruppenausstellungen:
- 2003 „Das Leben der Dinge“ in: „Zeitzeichen III“, Kommunale Galerie, Berlin-Wilmersdorf
- 2003 „Edvard Munchs Haus in Warnemünde“, in: „In Residence“, Nordische Botschaften, Berlin
- 2015 „VENEDIG – Eine Zeitreise“, Galerie der Moderne, Berlin[8]

## Auszeichnungen
Fischers Buch „Bastionen des Lichts“ wurde 1997 von der Stiftung Buchkunst ausgezeichnet.

## Familie
Fischer ist mit dem Lithografen Bernd Erhard Fischer verheiratet.

## Veröffentlichungen (Auswahl)
- Angelika Fischer: Das Leben der Dinge: PHOTOESSENZ, Edition A. B. Fischer, ISBN 978-3-937434-64-3
- Bernd E. Fischer, Angelika Fischer: Bastionen des Lichts: Leuchttürme an der schottischen Atlantikküste, 1996, VACAT, ISBN 978-3-930752-09-6
- Frauke Fleischer-Dogley, Bernd E. Fischer, Angelika Fischer: Coco de mer: Mythos und Eros der Meereskokosnuss, 2008, Edition A. B. Fischer, ISBN 978-3-937434-21-6, dieses Buch wurde in mehrere Sprachen übersetzt

### ReiheMenschen und Orte
- Bernd E. Fischer, Angelika Fischer: Charles Dickens in London, 2020, Edition A. B. Fischer, ISBN 978-3-948114-06-0
- Klaus-Jürgen Liedtke, Angelika Fischer: August Strindberg in Stockholm, 2019, Edition A. B. Fischer, ISBN 978-3-948114-01-5
- Bernd E. Fischer, Angelika Fischer: Henry van de Velde in Weimar, 2019, Edition A. B. Fischer, ISBN 978-3-937434-70-4
- Bernd E. Fischer, Angelika Fischer: Carl Orff in Dießen, 2018, Edition A. B. Fischer, ISBN 978-3-937434-98-8
- Bernd E. Fischer, Angelika Fischer: Otto Dix in Hemmenhofen, 2018, Edition A. B. Fischer, ISBN 978-3-937434-74-2
- Carolin Vogel, Angelika Fischer: Richard Dehmel in Blankenese, 2017, Edition A. B. Fischer, ISBN 978-3-937434-82-7
- Jochen Missfeldt, Christian Demandt, Angelika Fischer: Theodor Storm in Husum, 2016, Edition A. B. Fischer, ISBN 978-3-937434-68-1
- Bernd E. Fischer, Angelika Fischer: Thomas Mann in Nidden, 2016, Edition A. B. Fischer, ISBN 978-3-937434-80-3
- Bernd E. Fischer, Angelika Fischer: Hans Fallada in Carwitz, 2016, Edition A. B. Fischer, ISBN 978-3-937434-72-8
- Bernd E. Fischer, Angelika Fischer: Goethe bei Frau von Stein in Großkochberg, 2016, Edition A. B. Fischer, ISBN 978-3-937434-33-9
- Mathias Iven, Angelika Fischer: Hermann Hesse in Montagnola, 2016, Edition A. B. Fischer, ISBN 978-3-937434-16-2
- Bernd E. Fischer, Angelika Fischer: Tania Blixen in Rungstedlund, 2015, Edition A. B. Fischer, ISBN 978-3-937434-67-4
- Bernd E. Fischer, Angelika Fischer: Ernst Barlach in Güstrow, 2014, Edition A. B. Fischer, ISBN 978-3-937434-63-6
- Bernd E. Fischer, Angelika Fischer: Voltaire in Sanssouci, 2014, Edition A. B. Fischer, ISBN 978-3-937434-62-9
- Irmelin Schwalb, Angelika Fischer: Felix Mendelssohn-Bartholdy in Leipzig, 2014, Edition A. B. Fischer, ISBN 978-3-937434-59-9
- Mathias Iven, Angelika Fischer: Virginia Woolf in Rodmell, 2014, Edition A. B. Fischer, ISBN 978-3-937434-58-2
- Bernd E. Fischer, Angelika Fischer: Marie Luise Kaschnitz in Bollschweil, 2013, Edition A. B. Fischer, ISBN 978-3-937434-53-7
- Bernd E. Fischer, Angelika Fischer: Wilhelm Busch in Wiedensahl, 2013, Edition A. B. Fischer, ISBN 978-3-937434-09-4
- Michael Schwalb, Angelika Fischer: Franz Liszt in Weimar, 2012, Edition A. B. Fischer, ISBN 978-3-937434-44-5
- Bernd E. Fischer, Angelika Fischer: Peter Rühmkorf in Altona, 2012, Edition A. B. Fischer, ISBN 978-3-937434-46-9
- Ernst Stöckmann, Angelika Fischer: Anna Seghers in Adlershof, 2012, Edition A. B. Fischer, ISBN 978-3-937434-43-8
- Anja Möller, Angelika Fischer: Karl Hagemeister - von Werder bis Lohme, 2012, Edition A. B. Fischer, ISBN 978-3-937434-13-1
- Bernd E. Fischer, Angelika Fischer: Edvard Munch in Warnemünde, 2011, Edition A. B. Fischer, ISBN 978-3-937434-42-1
- Bernd E. Fischer, Angelika Fischer: Ernst Jünger in Wilflingen, 2011, Edition A. B. Fischer, ISBN 978-3-937434-14-8
- Bernd E. Fischer, Angelika Fischer: Arno Schmidt in Bargfeld, 2011, Edition A. B. Fischer, ISBN 978-3-937434-12-4
- Bernd E. Fischer, Angelika Fischer: Brecht und Weigel in Buckow, 2011, Edition A. B. Fischer, ISBN 978-3-937434-06-3
- Bernd E. Fischer, Angelika Fischer: Gerhart Hauptmann auf Hiddensee, 2011, Edition A. B. Fischer, ISBN 978-3-937434-39-1
- Bernd E. Fischer, Angelika Fischer: Göschen und Seume in Grimma, 2010, Edition A. B. Fischer, ISBN 978-3-937434-07-0
- Oliver Matuschek, Angelika Fischer: Walter Kempowski in Nartum, 2009, Edition A. B. Fischer, ISBN 978-3-937434-31-5
- Bodo Plachta, Angelika Fischer: Annette von Droste-Hülshoff im Rüschhaus, 2009, Edition A. B. Fischer, ISBN 978-3-937434-26-1
- Bernd E. Fischer, Angelika Fischer: Georg Kolbe in Westend, 2008, Edition A. B. Fischer, ISBN 978-3-937434-00-1
- Bernd E. Fischer, Angelika Fischer: Alfred Kubin in Zwickledt, 2008, Edition A. B. Fischer, ISBN 978-3-937434-24-7
- Bernd E. Fischer, Angelika Fischer: Wolfgang Koeppen in Greifswald, Edition A. B. Fischer, 2007, ISBN 3-937434-05-4.
- Bernd E. Fischer, Angelika Fischer: Thomas Mann in Nidden, 2007, Edition A. B. Fischer, ISBN 978-3-937434-17-9
- Bernd E. Fischer, Angelika Fischer: Hermann Sudermann in Blankensee, 2007, Edition A. B. Fischer, ISBN 978-3-00-010432-9
- Bernd E. Fischer, Angelika Fischer: Karl May in Radebeul, 2004, Edition A. B. Fischer, ISBN 978-3-937434-01-8

### Reihewegmarken
- Uwe Britten, Angelika Fischer: Das Paris des Honoré de Balzac, 2020, Edition A. B. Fischer, ISBN 978-3-948114-02-2
- Mathias Iven, Angelika Fischer: Das Paris des Marcel Proust, 2019, Edition A. B. Fischer, ISBN 978-3-937434-84-1
- Brigitte Stocker, Angelika Fischer: Das Wien des Karl Kraus, 2019, Edition A. B. Fischer, ISBN 978-3-937434-95-7
- Oliver Matuschek, Angelika Fischer: Das Salzburg des Stefan Zweig, 2018, Edition A. B. Fischer, ISBN 978-3-937434-25-4
- Volker Trebesch, Angelika Fischer: Das Sizilien des Giuseppe Tomasi di Lampedusa, 2018, Edition A. B. Fischer, ISBN 978-3-937434-97-1
- Manfred Mittermayer, Angelika Fischer: Das Salzburg des Thomas Bernhard, 2017, Edition A. B. Fischer, ISBN 978-3-937434-83-4
- Jürgen K. Hultenreich, Angelika Fischer: Das Bamberg des E.T.A.Hoffmann, 2016, Edition A. B. Fischer, ISBN 978-3-937434-78-0
- Irene Fußl, Angelika Fischer: Das Rom der Ingeborg Bachmann, 2015, Edition A. B. Fischer, ISBN 978-3-937434-66-7
- Anja-Franziska Scharsich, Angelika Fischer: Das Mecklenburg des Uwe Johnson, 2013, Edition A. B. Fischer, ISBN 978-3-937434-57-5
- Klaus Bellin, Angelika Fischer: Das Weimar des Harry Graf Kessler, 2013, Edition A. B. Fischer, ISBN 978-3-937434-50-6
- Oliver Matuschek, Angelika Fischer: Das Hannover des Kurt Schwitters, 2013, Edition A. B. Fischer, ISBN 978-3-937434-54-4
- Bodo Plachta, Angelika Fischer: Das Amsterdam des Klaus Mann, 2011, Edition A. B. Fischer, ISBN 978-3-937434-38-4
- Mathias Iven, Angelika Fischer: Lebenswege des Friedrich Nietzsche, 2011, Edition A. B. Fischer, ISBN 978-3-937434-34-6
- Gudrun Ortmanns, Angelika Fischer: Das Berlin des Robert Walser, 2010, Edition A. B. Fischer, ISBN 978-3-937434-30-8
- Bernd E. Fischer, Angelika Fischer: Das Irland des Heinrich Böll, 2009, Edition A. B. Fischer, ISBN 978-3-937434-28-5

### ReiheSpurensuche
- Bernd E. Fischer, Angelika Fischer: Petzow. Ein Landsitz am Schwielowsee, 1999, Arani-Verlag GmbH, ISBN 978-3-7605-8633-5
- Bernd E. Fischer, Angelika Fischer: Altdöbern. Vergessenes Juwel in der Niederlausitz, 1999, Arani-Verlag GmbH, ISBN 978-3-7605-8649-6
- Bernd E. Fischer, Angelika Fischer: Marquardt. Ein Schloß im Norden von Potsdam, 1999, Arani-Verlag GmbH, ISBN 978-3-7605-8635-9
- Bernd E. Fischer, Angelika Fischer: Blankensee. Eine Spurensuche. Sudermanns Schloss und Park, 1999, Arani-Verlag GmbH, ISBN 978-3-7605-8664-9
- Martin H. Schmidt, Angelika Fischer: Neuhardenberg. Preußens Herz im Oderland, 1999, Arani-Verlag GmbH, ISBN 978-3-7605-8652-6
- Bernd E. Fischer, Angelika Fischer: Wiepersdorf. Eine Spurensuche, 1996, Arani-Verlag GmbH, ISBN 978-3-7605-8632-8
- Martin H. Schmidt, Angelika Fischer: Rheinsberg. Idyll in der Ruppiner Schweiz, 1992, Arani-Verlag GmbH, ISBN 978-3-7605-8634-2

### ReiheLiterarische Zeitreise
- Jürgen K Hultenreich, Angelika Fischer: VENEDIG: Eine literarische Zeitreise, 2015, Edition A. B. Fischer, ISBN 978-3-937434-65-0
- Steffi Memmert-Lunau, Angelika Fischer: PETERSBURG: Eine literarische Zeitreise, 2013, Edition A. B. Fischer, ISBN 978-3-937434-51-3
- Steffi Memmert-Lunau, Angelika Fischer: ZÜRICH: Eine literarische Zeitreise, 2017, Edition A. B. Fischer, ISBN 978-3-937434-81-0

### ReiheZwischen den Zeiten
- Bernd E. Fischer, Angelika Fischer: Schloss Kochberg: Goethe bei Frau von Stein, 1999, be.bra Verlag, ISBN 978-3-930863-66-2
- Bernd E. Fischer, Angelika Fischer: Lehnin: Mit Pflug und Kreuz, 1998, be.bra Verlag, ISBN 978-3-930863-43-3
- Bernd E. Fischer, Angelika Fischer: Kloster Zinna: Ort der Gegensätze, 1998, be.bra Verlag, ISBN 978-3-930863-44-0